# Rade de Tallinn
La Rade de Tallinn (estonien : Tallinna reid) est une rade située dans la Baie de Tallinn entre la péninsule de Paljassaare et la péninsule de Viimsi à Tallinn en Estonie.
La rade a une côte de 17 km de long et une largeur de 6 km.

## Ports de la rade
La rade abrite les ports suivants:
- Port de Paljassaare
- Port de Lahesuu
- Port d'Hundipea
- Port des mines
- Port de Noblessner
- Port des hydravions – Musée de la marine d'Estonie
- Port de pêche
- Port de la batterie
- Vieux port
- Port de Pirita
- Port de Miiduranna